# Mureils

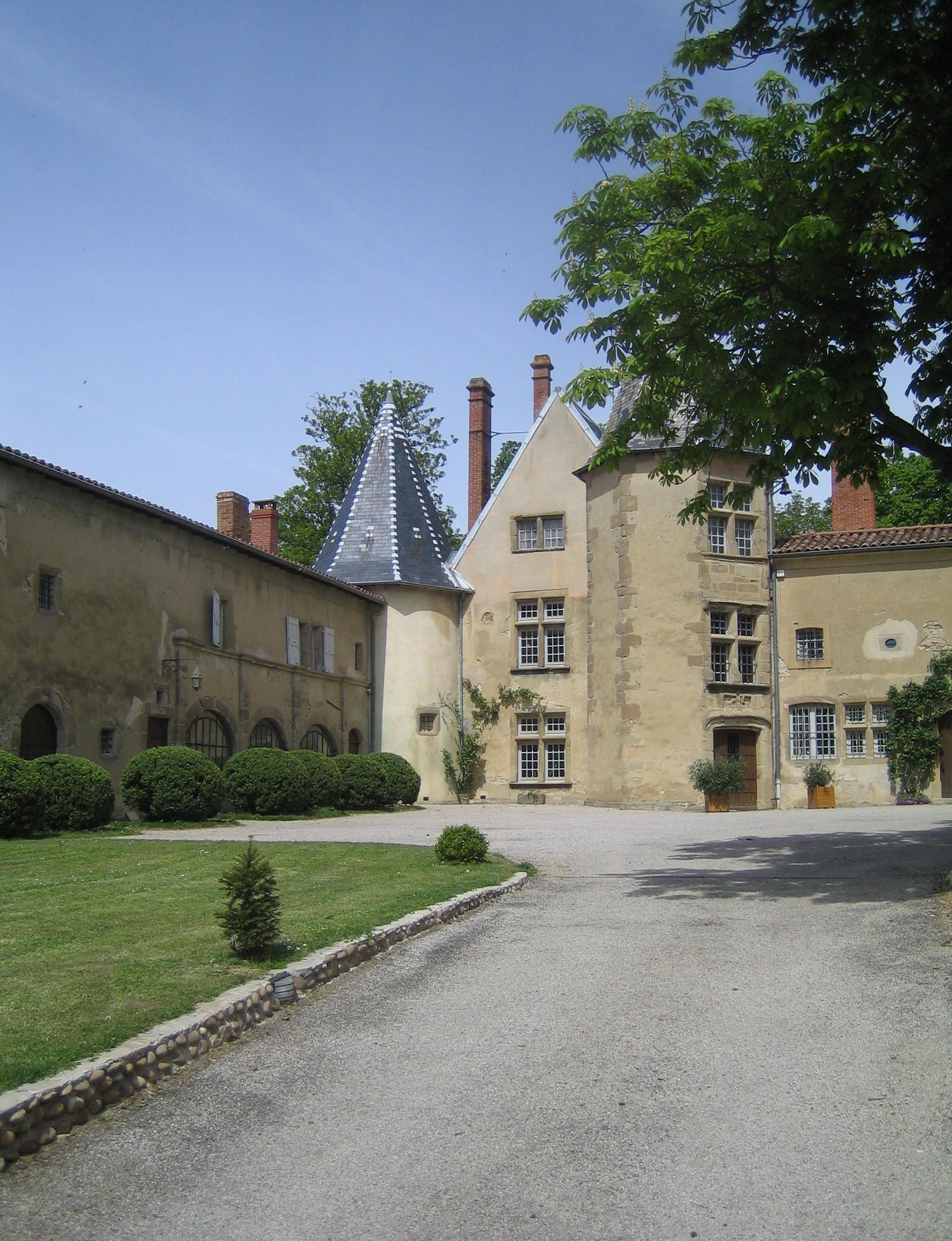
Zamek Bretonnière, 2008

Mureils – miejscowość i gmina we Francji, w regionie Owernia-Rodan-Alpy, w departamencie Drôme.
Według danych na rok 1990 gminę zamieszkiwały 272 osoby, a gęstość zaludnienia wynosiła 50 osób/km² (wśród 2880 gmin regionu Rodan-Alpy Mureils plasuje się na 1357. miejscu pod względem liczby ludności, natomiast pod względem powierzchni na miejscu 1482.).